# Bãi Xà Cừ
Bãi Xà Cừ (tiếng Anh: Observation Bank; tiếng Trung: 银屿; bính âm: Yín yǔ, Hán-Việt: Ngân dự) là một rạn san hô, trên đó có một cồn cát nhỏ nổi lên. Thực thể địa lý này được xếp vào nhóm đảo Lưỡi Liềm của quần đảo Hoàng Sa. Bãi Xà Cừ cách đảo Hoàng Sa 5,8 hải lý (10,7 km) về phía đông bắc và tạo thành đỉnh của vòng cung san hô đặc trưng cho nhóm Lưỡi Liềm. 
Bãi Xà Cừ là đối tượng tranh chấp giữa Việt Nam, Đài Loan và Trung Quốc. Hiện nay, Trung Quốc đang kiểm soát bãi này.

## Đặc điểm
Bãi Xà Cừ là rạn san hô với nơi dài nhất khoảng 5 km, nơi rộng nhất khoảng 2,3 km. Trên bãi Xà Cừ còn có một cồn cát nhỏ có diện tích đất nổi khoảng 1,7 ha, nhưng hiện chưa rõ tên gọi tiếng Việt cụ thể. Trung Quốc gọi nó là Ngân dự tử (tiếng Trung: 银屿仔, bính âm: Yínyǔzǎi).

## Xã khu Ngân Dự
Xã khu Ngân Dự là một đơn vị hành chính không chính thức (tương đương với cấp thôn ở Việt Nam) được Trung Quốc thành lập năm 2013 trên địa phận bãi Xà Cừ, quy thuộc nó vào địa phận của Khu quản lý hành chính Quần đảo Vĩnh Lạc, quận Tây Sa, thành phố Tam Sa, tỉnh Hải Nam. Xã khu này có khoảng 10 hộ gia đình cư trú trên cồn cát mà phía Trung Quốc gọi là Ngân Dự Tử.